# Pastel de papa
 (septembre 2022).
Le  pastel de papa est un plat d'Amérique du Sud, qui consiste en une base de viande hachée et d'oignons recouverte d'une couche de purée de pommes de terre. Ce plat se consomme principalement dans des pays tels que l'Argentine, Chili et l'Uruguay.

Pastel de papa à peine sorti du four.

Le  pastel de papa est une adaptation du cottage pie, plat d'origine britannique connu depuis la fin du XVIIIe siècle, quand la pomme de terre est devenue un aliment accessible aux classes inférieures.
Alors qu'au Royaume-Uni son nom peut varier selon le type de viande utilisé, en Amérique du Sud, on le prépare toujours avec de la viande bovine.

## En Argentine
Le pastel de papa est un mets largement consommé dans toute l'Argentine. S'il est généralement associé aux périodes hivernales, on le rencontre plus facilement tout au long de l'année que d'autres plats, comme le locro ou la sopa de mondongo.
En Argentine, on ajoute des ingrédients qui n'existent pas dans la version anglaise du plat. Parmi ceux-ci se détachent les raisins secs, les olives, les œufs durs et de nombreuses épices pour relever la viande, laissant entrevoir la forte influence espagnole qui caractérise la cuisine argentine.

Pastel de papa en cours de préparation.

## Préparation
La recette du pastel de papa n'est pas considérée comme très difficile mais elle demande un certain temps d'élaboration et de cuisson (ce qui peut prendre plus d'une heure et demie). Il s'agit pour l'essentiel de mener à bien deux préparations : une purée de pommes de terre (ou pommes duchesse) d'une part et de la viande hachée avec de l'oignon d'autre part. On peut ajouter à la viande hachée, outre de l'oignon taillé en brunoise, du poivron, de la tomate, de la ciboulette et les autres ingrédients mentionnés plus haut. Une fois que c'est prêt, on dépose le tout dans un plat profond allant au four, en plaçant la viande au fond et par-dessus la purée de pommes de terre, et en terminant par du fromage râpé pour qu'en gratinant, il prenne une belle couleur dorée.